# Göran Ivarsson
Erik Göran Ivarsson, född 19 november 1948 i Mölndal, är en målare, tecknare och grafiker verksam i Marks kommun.
Han är gift med Christine Ivarsson, också hon konstnär. De bor i Sundholmen, Horred mellan Borås och Varberg. Ivarsson studerade vid Gerlesborgsskolan och vid Hovedskous målarskola 1969-1974. 
Stipendier: Konstnärsnämndens Arbetsstipendium 1979, 1980, 1982, 1992. Konstnärsnämndens grundbidrag 1983-1987, Älvsborgs Läns Kulturstipendium 1989.
Ivarsson finns representerad på privata samlingar i Sverige, Norge och USA. Några exempel är Göteborgs konstmuseum[källa behövs] , Örebro läns museum och Statens kulturråd.
Ivarssons konstnärskap handlar mest om människor och mänskliga tillstånd. Han skildrar framför allt sinnesstämningar och känslor. Uttryckssätt är måleri, teckning och grafik (serigrafi, torrnål och träsnitt).